# Космос-2008
Космос-2008 је један од преко 2400 совјетских вјештачких сателита лансираних у оквиру програма Космос.
Космос-2008 је лансиран са космодрома Плесецк, СССР, 24. марта 1989. Ракета-носач Космос је поставила сателит у орбиту око планете Земље. Маса сателита при лансирању је износила 40 килограма. Космос-2008 је био комуникациони сателит.